# 吉田謙次
吉田 謙次（よしだ けんじ、1960年9月3日 - ）は日本の実業家。オリエンタルランド代表取締役社長。

## 略歴
東京都生まれ。法政大学経済学部卒業後、1984年オリエンタルランド入社。2006年フード本部フード仕入部長、2010年経理部長、2015年執行役員経理部長委嘱、2017年執行役員フード本部長委嘱、2019年常務執行役員フード本部長委嘱、2020年常務執行役員フード本部長・第8テーマポート推進本部長委嘱、2021年6月代表取締役社長（兼）COO社長執行役員に就任。

## 参考
- 代表取締役の異動および取締役の人事（予定）について-オリエンタルランド

| ビジネス        | ビジネス                                  | ビジネス |
| --------------- | ----------------------------------------- | -------- |
| 先代 上西京一郎 | オリエンタルランド社長 第8代（2021年 - ） | 次代     |